# Хендерсон, Ричард
Ри́чард Хе́ндерсон (англ. Richard Henderson; род. 19 июля 1945, Эдинбург, Шотландия) — шотландский учёный-биолог. Труды в основном посвящены структурной и молекулярной биологии. Известен исследованиями бактериородопсина с помощью электронного микроскопа и предложенными атомными моделями структуры мембранных белков. Лауреат Нобелевской премии по химии (2017). Член Лондонского королевского общества (1983) и АМН Великобритании, иностранный член Национальной академии наук США (1998).

## Награды и признание
- 1980 — Премия Эрнста Руска[нем.]
- 1990 — Премия Розенстила, «For determining the first structure of an integral membrane protein.»[6]
- 1993 — Louis-Jeantet-Preis[нем.]
- 1999 — Gregori Aminoff Prize, «For your development of methods for structure determination of biological macromolecules using electron diffraction.»
- 2016 — Медаль Копли, «For his fundamental and revolutionary contributions to the development of electron microscopy of biological materials, enabling their atomic structures to be deduced.»[7].
- 2016 — Alexander Hollaender Award in Biophysics[англ.], «For his pioneering work in the determination of atomic structure of a macromolecule by electron microscopy (EM).»
- 2017 — Gjønnes Medal in Electron Crystallography[нем.]
- 2017 — Нобелевская премия по химии.
- 2017 — Премия Уайли
- 2018 — Орден Кавалеров Почёта.
- 2018 — Королевская медаль Эдинбургского королевского общества.